# Донец (приток Дона)
Донец — река в России, протекает в Кимовском районе Тульской области. Левый приток Дона.

## География
Река Донец берёт начало восточнее Кимовска у посёлка Ясный. Течёт на юг. Устье реки находится в 1840 км по левому берегу реки Дон. Длина реки составляет 16 км, площадь водосборного бассейна 165 км².
У Донца два основных левых притока: Лютая и Грязновка. В месте впадения Грязновки на Донце образовано Кимовское водохранилище.

## Данные водного реестра
По данным государственного водного реестра России относится к Донскому бассейновому округу, водохозяйственный участок реки — Дон от истока до города Задонск, без рек Красивая Меча и Сосна, речной подбассейн реки — бассейны притоков Дона до впадения Хопра. Речной бассейн реки — Дон (российская часть бассейна).
Код объекта в государственном водном реестре — 05010100312107000000199.